# Лекаро, Висенте
Хо́рхе Висе́нте Лека́ро Короне́ль (исп. Jorge Vicente Lecaro Coronel; 8 июня 1936, Гуаякиль — 23 августа 2023, Гуаякиль) — эквадорский футболист, играл на позиции защитника.

## Биография

### Игровая карьера
Лекаро большую часть своей карьеры играл на родине за клубы «Эмелек» и гуаякильскую «Барселону», в котором прошла основная его карьера. В составе «Барселоны» он выиграл четыре чемпионских титула в 1963, 1966, 1970, 1971 годах, а также 4 чемпионата Гуаякиля и сыграл за эту команду в разных турнирах 330 матчей.
В 1972 году уехал в США, где играл за «Майами Торос» в течение сезона и завершил в нём карьеру.
Играл за сборную Эквадора, за которую сыграл 8 матчей.

## Смерть
Скончался 23 августа 2023 года в Гуаякиле в возрасте 87 лет.

## Достижения
«Барселона» (Гуаякиль)»
- Чемпион Эквадора (4): 1963, 1966, 1970, 1971